# 先天性痛覺不敏感合併無汗症
先天性痛覺不敏感合併無汗症（congenital insensitivity to pain with anhidrosis，CIPA）又称先天性无痛无汗症、遗传性感觉和自主神经病Ⅳ型，是一遺傳性感覺不敏感與自律神經性病變的罕見類型。臨床表徵包括無汗症、角膜潰瘍，痛覺缺乏等。
其發生率為此症較易發生於同源體系的社會，但確實數字仍是未知。
遺傳方面，其遺傳方式為一體染色體隱性遺傳，而致病基因位於第一號染色體1q21-q22的位置。

## 临床症状
在正常情況下，一般人会因为对疼痛的条件反射而避免進一步受傷。但由於先天性痛觉不敏感合并无汗症患者没有痛觉，所以非常容易在日常生活中受傷而不自知。例如，患者可能在毫不知情的情况下严重烧伤。这种疾病的临床表现为在受刺激、受伤的情况下不能感受痛觉，并且在高温天气下极易中暑，因为机体无法排汗。患者还极易产生感染、组织损伤而因不知情导致恶化。而这种疾病的患者通常来说没有汗腺的器质性病变。

## 外部連結
- The Facts of Painless People The website of two adults on separate sides of the world who were born with CIPA.
- Help Roberto The website of young boy with CIPA. Features Roberto's specific case, information about CIPA, and links to videos on CNN and the Discovery Channel. (Site has ended, link from Archive.org)